# Portrait de famille (Voyager)
Pour les articles homonymes, voir Portrait de famille (homonymie).
Le Portrait de famille (en anglais Family Portrait, ou parfois Portrait of the Planets) est un ensemble de photos du système solaire prises par la sonde spatiale Voyager 1 le 14 février 1990, alors que celle-ci se trouvait à environ 6 milliards de kilomètres de la Terre. La mosaïque réalisée par l'assemblage des 60 photos prises à cette occasion montre 6 planètes sur un fond de ciel indiquant leurs positions relatives.

## Histoire
Les photos composant le Portrait de famille sont les dernières prises avec les caméras embarquées à bord des deux vaisseaux Voyager ; ceux-ci continuent cependant d'envoyer d'autres données scientifiques. L'une de ces photos, intitulée Un point bleu pâle car la Terre y figure sous la forme d'un minuscule point bleu, a connu une grande notoriété. Cette mosaïque a été réalisée grâce à l'obstination de l'astronome Carl Sagan, membre de l'équipe responsable des caméras de la mission Voyager, qui fit campagne pendant des années pour que ces photos soient prises.
Ces photos sont prises à une distance d'environ 40,11 UA de la Terre, à 32° au-dessus du plan de l'écliptique. Pour réaliser la mosaïque, Voyager 1 fut retenue de préférence à Voyager 2, l'autre sonde du programme Voyager, car sa trajectoire l'avait amenée loin au-dessus du plan de l'écliptique, lui permettant de photographier Jupiter sans être éblouie par l'éclat du Soleil.
Une image analogue, mais obtenue à partir du système solaire interne, a été prise 20 ans plus tard par MESSENGER : voir l'article Portrait de famille (MESSENGER).

## Description

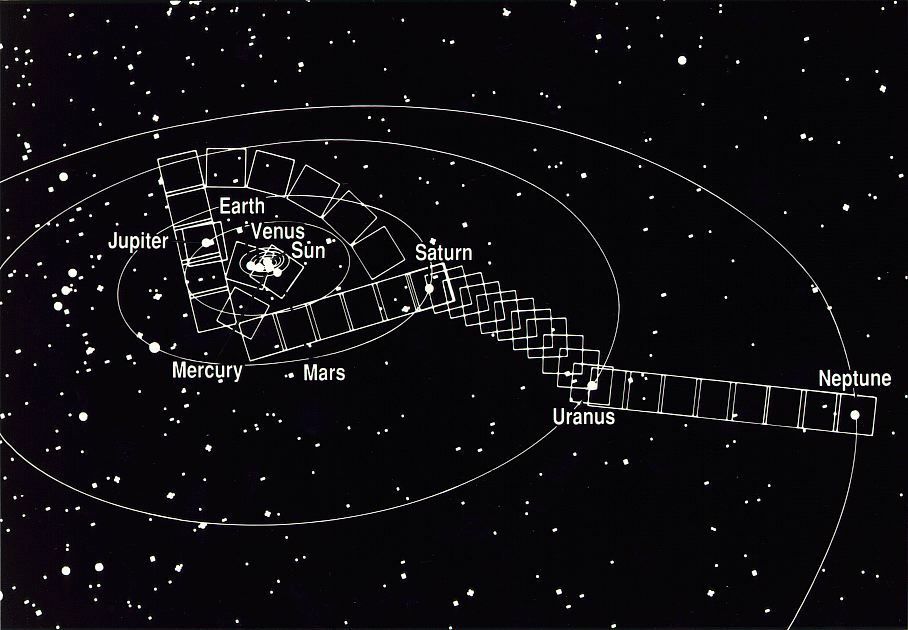
Diagramme schématique du Portrait de famille.

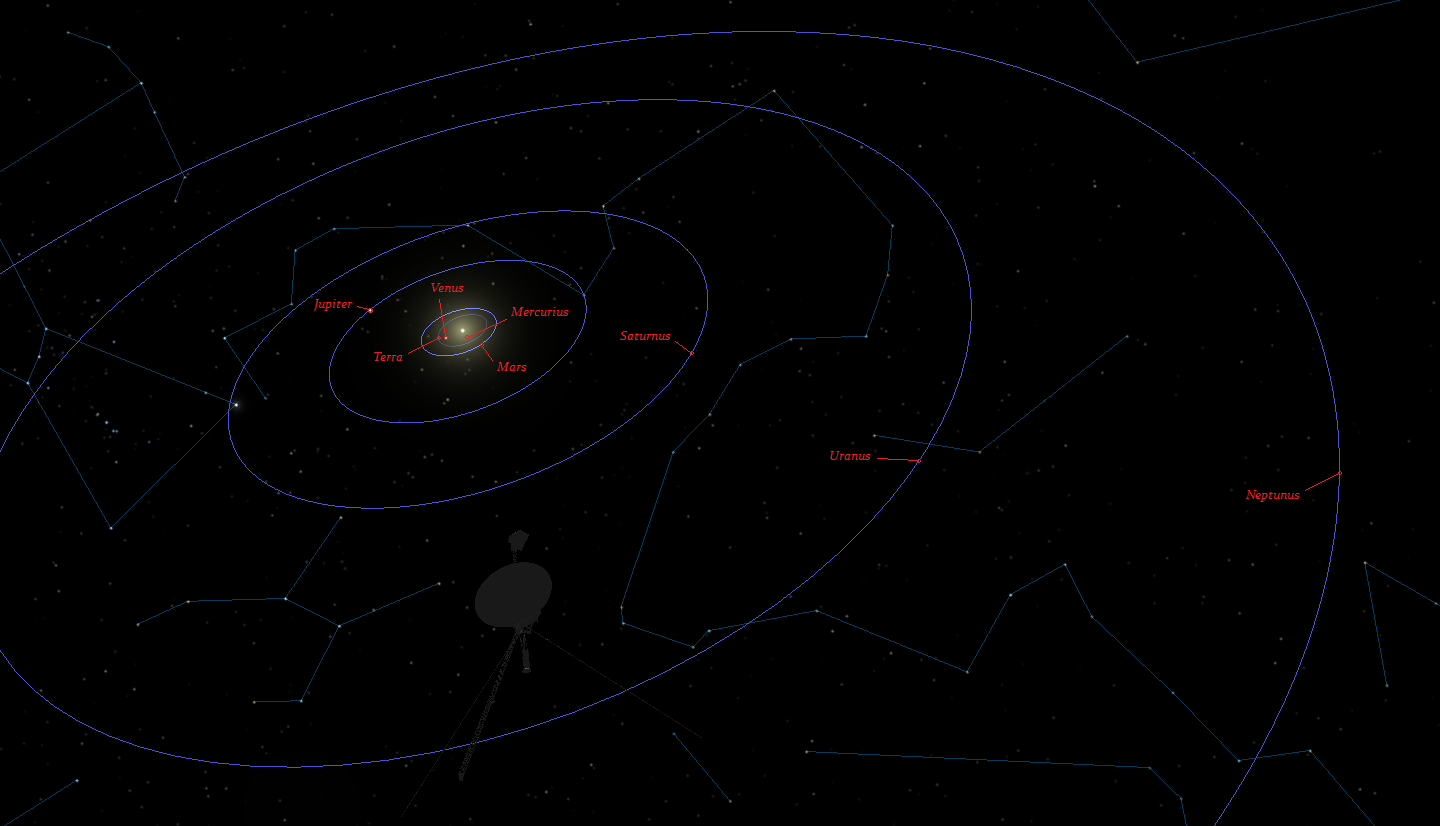
Croquis de la portion du ciel photographiée par Voyager 1, vue par le logiciel Celestia.

Six planètes sont visibles sur la mosaïque ; ce sont de gauche à droite : Jupiter, la Terre, Vénus, Saturne, Uranus et Neptune. Le Soleil, qui à cette distance n'est plus lui-même qu'un point lumineux, est également inclus dans l'image. Mercure, trop près du Soleil, n'est pas visible, et Mars ne put être détectée par les caméras de Voyager en raison de la diffusion de la lumière solaire par les optiques des caméras. Quant à Pluton (qui était encore considérée comme une planète en 1990), sa distance au Soleil et sa petite taille la rendait trop sombre pour être photographiée.
Le Portrait n'a pas un aspect uniforme. Les images individuelles furent obtenues à l'aide de filtres variés et de temps d'exposition calculés pour obtenir pour chacune le maximum de détails. Par exemple, celle du Soleil fut prise avec le filtre le plus sombre et le temps de pose le plus court possible, pour ne pas endommager les tubes des caméras. La plupart des clichés furent pris en noir et blanc par la caméra à grand angle de la sonde, tandis que les vues rapprochées des planètes furent prises en couleurs par la caméra équipée d'un téléobjectif.

### Documentaire
- (en) The Planets (série documentaire de la BBC), épisode 8, Destiny